# 오치 료스케
오치 료스케(일본어: 越智 亮介, 1990년 4월 7일 ~ )는 일본의 축구 선수이다.

## 구단 경력
그는 2009년부터 2020년까지 J리그의 에히메 FC, 츠바이겐 가나자와, 후지에다 MYFC, FC 류큐, FC 이마바리에서 활동하였다.